# Vaisselle (tâche ménagère)
Pour un article plus général, voir Vaisselle.

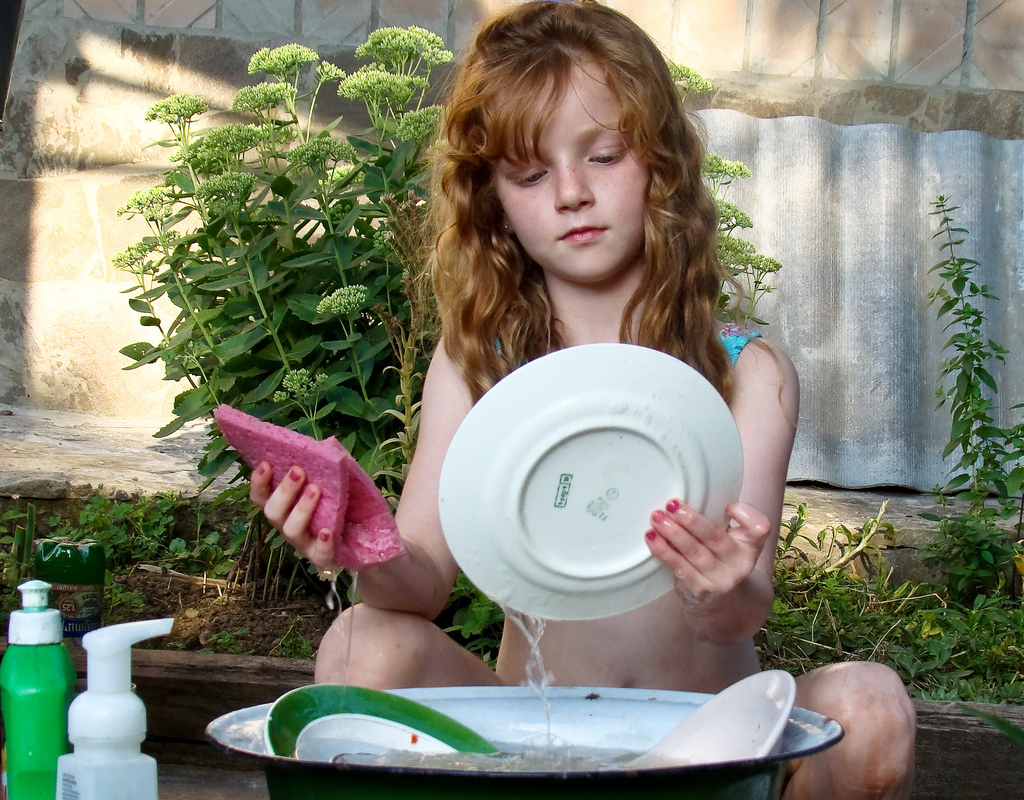
Une enfant lavant de la vaisselle.

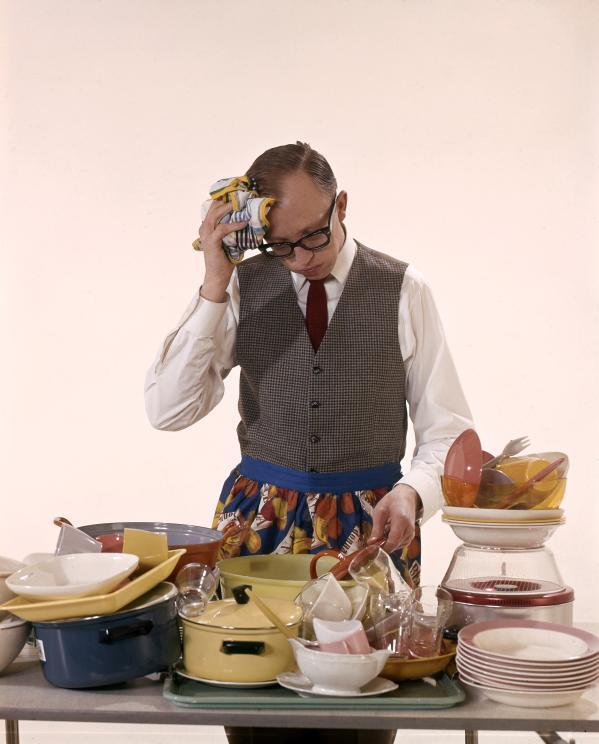
Homme derrière une table couverte de vaisselle. Pays-Bas, 1966.

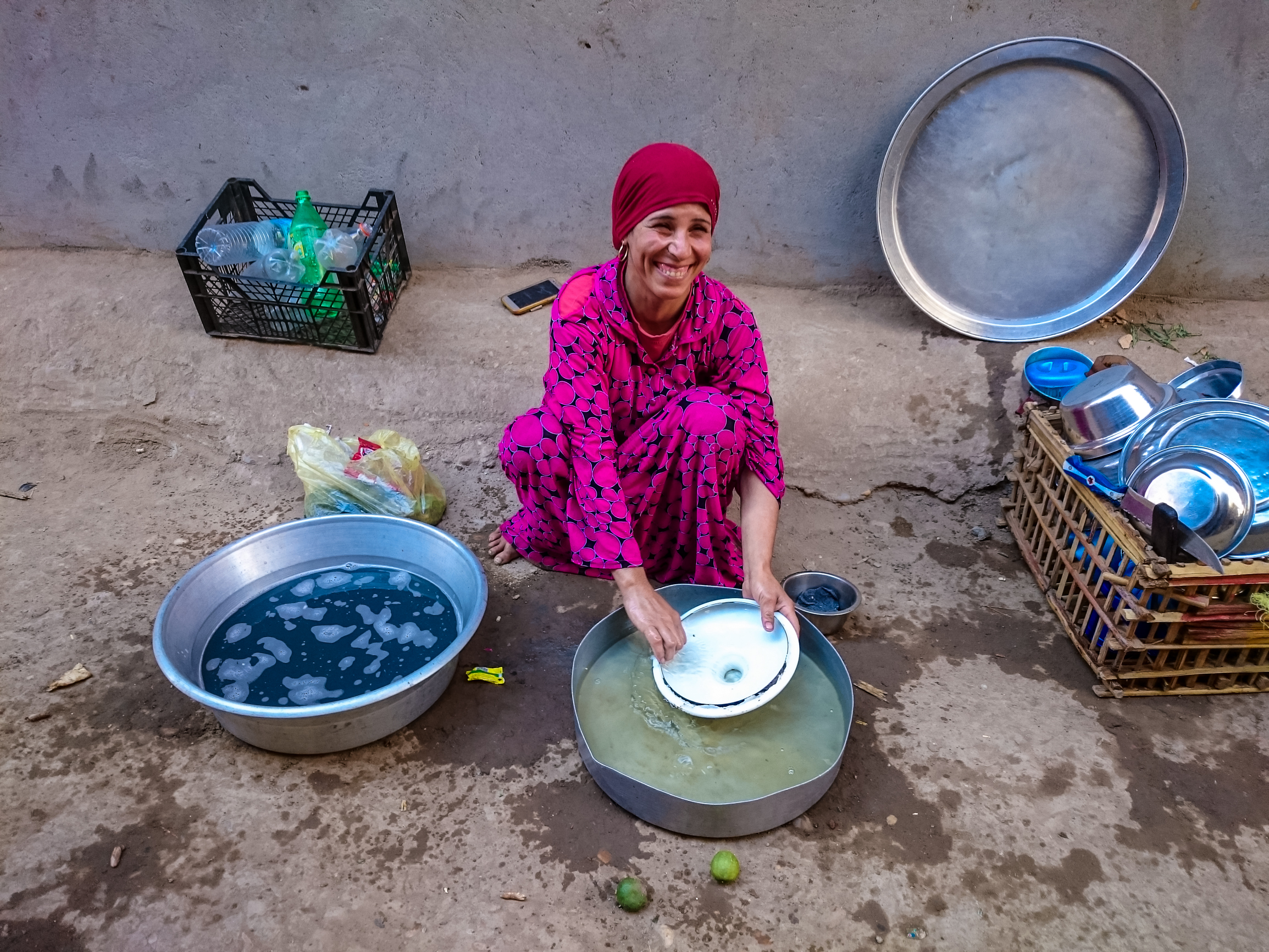
Une femme faisant la vaisselle dans un village en Égypte.

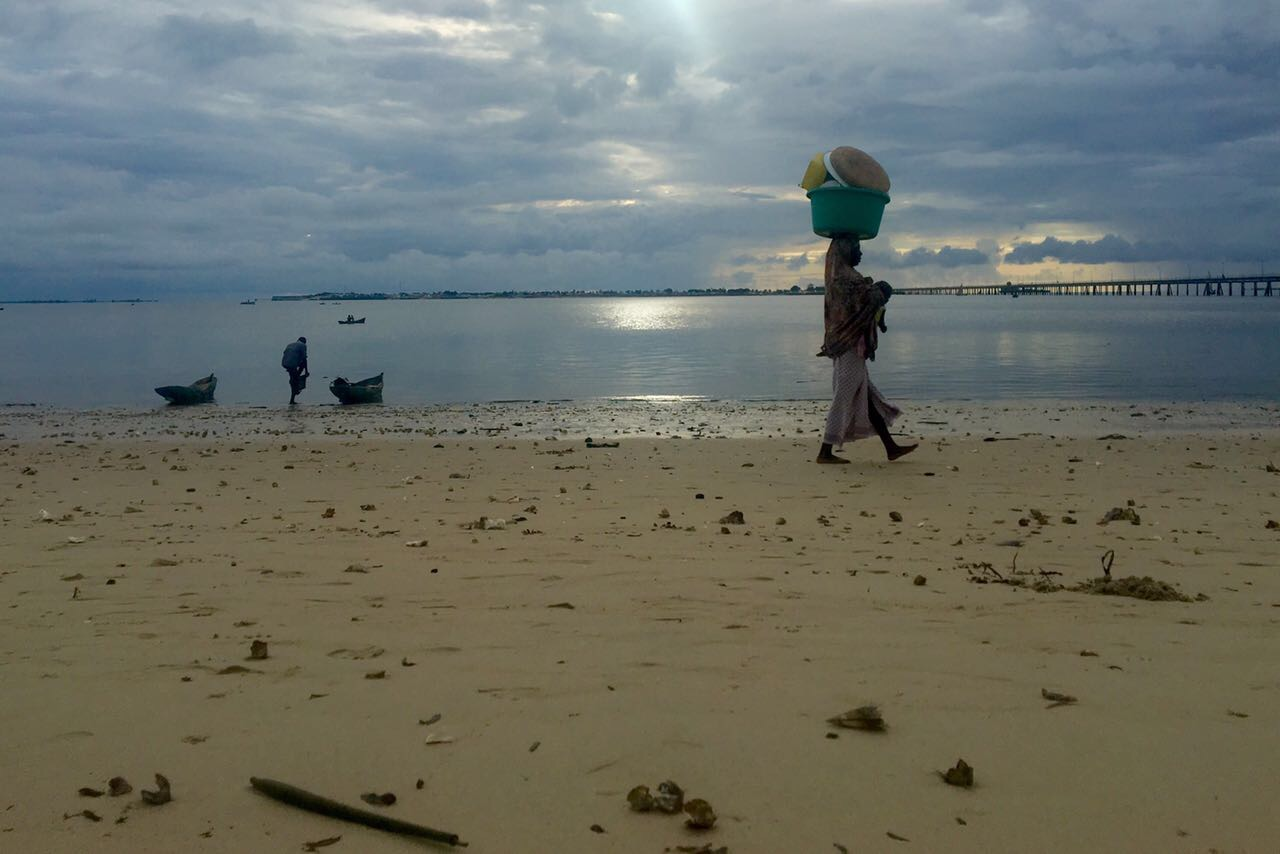
Femme du Mozambique partant laver la vaisselle dans l'océan.

La vaisselle, en forme longue le lavage de la vaisselle, est une tâche ménagère consistant à laver à la main, avec de l'eau et généralement du savon ou du liquide vaisselle, les plats, couverts de table et ustensiles de cuisine salis lors d'un ou plusieurs précédents repas.
Cette habitude a un peu diminué dans les pays occidentaux, à la suite de l'invention du lave-vaisselle. Toutefois, celui-ci ne permet pas de laver tous les ustensiles (notamment les casseroles), qui doivent encore être lavés à la main. Dans les pays les plus pauvres, le lave-vaisselle n'existe pratiquement pas.

## Aspect sociétal
Cette tâche était traditionnellement dévolue aux femmes dans les foyers traditionnels. Elle est accomplie par du personnel appelé plongeurs dans la restauration. On peut s'en dispenser en utilisant un lave-vaisselle, appareil électroménager qui en outre utilise moins d'eau qu'un laveur humain[réf. souhaitée].